# Gusztav Götz
Gusztav Götz (Budapest, 29 de abril de 1900-Budapest, 23 de enero de 1970) fue un deportista húngaro que compitió en remo. Ganó tres medallas en el Campeonato Europeo de Remo entre los años 1930 y 1933.

## Palmarés internacional
| Campeonato Europeo | Campeonato Europeo    | Campeonato Europeo | Campeonato Europeo |
| Año                | Lugar                 | Medalla            | Prueba             |
| ------------------ | --------------------- | ------------------ | ------------------ |
| 1930               | Lieja (Bélgica)       | Medalla de plata   | Dos sin timonel    |
| 1932               | Belgrado (Yugoslavia) | Medalla de plata   | Ocho con timonel   |
| 1933               | Budapest (Hungría)    | Medalla de oro     | Dos sin timonel    |